# الانتخابات التشريعية التونسية 2004
الانتخابات التشريعية التونسية 2004 هي انتخابات تشريعية نظمت في تونس في 24 أكتوبر 2004. هي الانتخابات الحادية عشرة من نوعها. تعدّ هذه الانتخابات مزورة ومزيفة.

فاز حزب التجمع الدستوري الديمقراطي الذي يرأسه الرئيس زين العابدين بن علي بالانتخابات.

## النتائج
|                          | العدد     | % من المسجلين | % من الناخبين |
| ------------------------ | --------- | ------------- | ------------- |
| المسجلين                 | 237 609 4 | 100%          |               |
| الناخبين                 | 151 215 4 | 91.45%        | 100%          |
| الأصوات الصحيحة للقائمات | 846 199 4 |               | 99.64%        |
| الأوراق البيضاء والملغاة | 305 15    |               | 0.36%         |
| الامتناع عن التصويت      | 086 394   | 8.55%         |               |

| الأحزاب                                  | الأحزاب                       | الأصوات   | % من الأصوات الصحيحة | المقاعد |
| ---------------------------------------- | ----------------------------- | --------- | -------------------- | ------- |
|                                          | التجمع الدستوري الديمقراطي    | 645 678 3 | 87.59%               | 152     |
|                                          | حركة الديمقراطيين الاشتراكيين | 829 194   | 4.63%                | 14      |
|                                          | حزب الوحدة الشعبية            | 987 152   | 3.64%                | 11      |
|                                          | الاتحاد الديمقراطي الوحدوي    | 708 92    | 2.20%                | 7       |
|                                          | حركة التجديد                  | 268 43    | 1.74%                | 3       |
|                                          | الحزب الاجتماعي التحرري       | 261 25    | 0.60%                | 2       |
|                                          | أحزاب أخرى                    | 473 10    | 0.26%                | 0       |
| الأصوات الصحيحة                          | الأصوات الصحيحة               | 846 199 4 | 99.64%               | 189     |
| الأوراق البيضاء والملغاة                 | الأوراق البيضاء والملغاة      | 305 15    | 0.36%                |         |
| مجموع الأصوات                            | مجموع الأصوات                 | 151 215 4 | 100%                 |         |
| المصدر: بسيفوس، أرشيف أدم كار للانتخابات |                               |           |                      |         |

## مقالات ذات صلة
- الانتخابات الرئاسية التونسية 2004